# Escola Municipal de Mallorquí de Manacor
Escola Municipal de Mallorquí de Manacor és un centre educatiu de Manacor (Mallorca) de gestió municipal (organisme autònom depenent de l'Ajuntament de Manacor) fundat i dirigit per Gabriel Barceló i Bover, que ensenya català i cultura de les Illes Balears i emet certificats de coneixement de llengua catalana, que han estat homologats per la Junta Avaluadora de Català (JAC) fins al 1991. El 1988 va rebre un dels Premis 31 de desembre atorgats per l'OCB.
Els Cossiers de Manacor, recuperats per Aina Sansó, Coloma Gelabert i Maria Galmés l'any 1981, actualment estan custodiats per aquesta institució, que és la responsable de la seva coordinació, assajos i rutes.
Des de l'any 2018 el centre també custòdia el Fons dels Cossiers a partir del material de l'arxiu d'Aina Sansó.